# Ofentse Nato
Ofentse Nato est un footballeur botswanais né le 1er octobre 1989 à Ramotswa. Il évolue au poste de milieu de terrain avec l'Atlético de Kolkata .

## Carrière
- 2008-2012 : Gaborone United ( Botswana)
- 2012-2014 : Bidvest Wits ( Afrique du Sud)
- 2014-... : Atlético de Kolkata ( Inde)

## Palmarès
- Championnat du Botswana de football : 2009
- Indian Super League : 2014